# 護国法輪寺

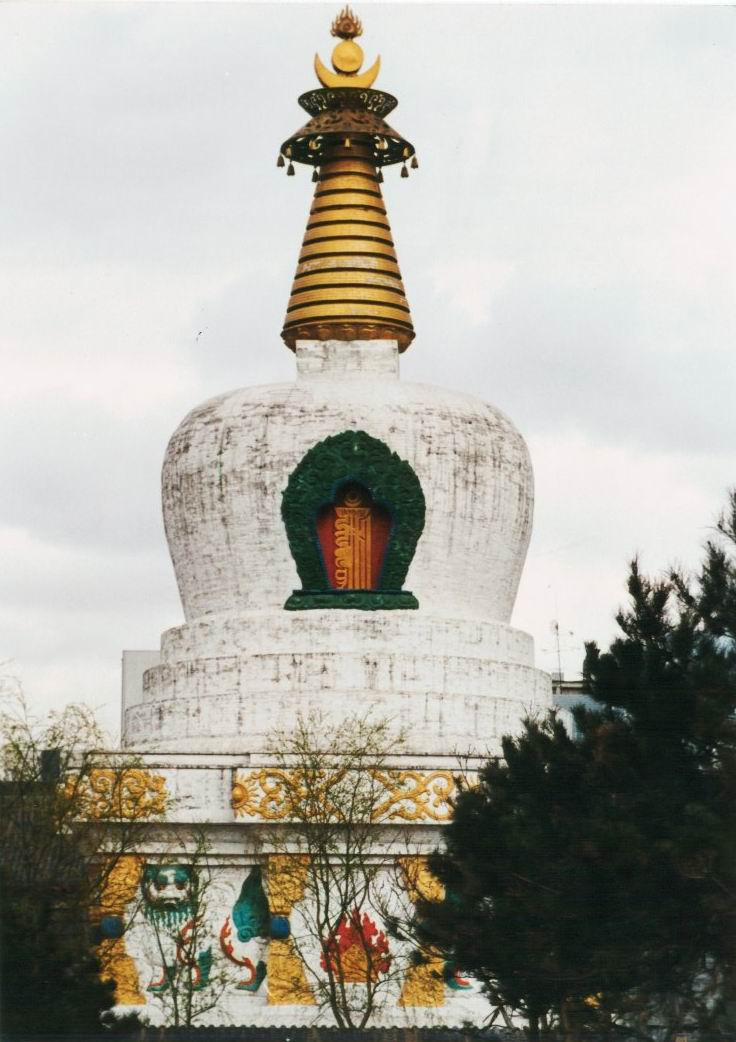
護国法輪寺塔（北塔）

護国法輪寺（簡体字: 护国法轮寺、ごこくほうりんじ）は、中華人民共和国遼寧省瀋陽市皇姑区北塔街道（瀋陽市街の東北部）にあるチベット仏教寺院。俗称は北塔。遼寧省の省級文物保護単位に指定されている。
清の崇徳年間、ホンタイジは盛京（現在の瀋陽）の周辺東に永光寺、西に延寿寺、南に広慈寺、北に法輪寺の4つのラマ教寺院を建立した（四塔寺）。そして、各々に白い塔（仏舎利塔）を建てた為、それぞれ、東塔、西塔、南塔、北塔と呼ばれ「奉天四塔」と称された。本尊はそれぞれ異なるが伽藍の配置などはほぼ一緒である。そして、現在開放されているのは北塔と西塔だけで、最も完全な形で残っているのが法輪寺である。
2002年7月、遼寧省宗教局に批准し、正式に宗教活動の場となり、四川省カンゼ・チベット族自治州理塘県覚吾鎮出身の長青春科爾寺の第93代主持夏壩仁波切が主持として就任した。彼は住持になったのち、定期的に法会の開催や多種の経典が出版されるなど精力的な活動をみせている。
見所は、北塔以外にチベット密教芸術の展示のほか、瀋陽地区の清代末期や中華民国時代の碑を集めた瀋陽碑林がある。